# Каламайка
Калама́йка (нім. Kalamank, Kalmank від лат. calamancus, calamancum — «очіпок») — цупка, густа лляна тканина полотняного переплетення.
У сучасних джерелах іноді визначається як «різновид тонкої вовняної тканини фабричного виробництва».
Каламайкові пояси широко побутували на всій території України.
У літературі: 
| Йому Дидона підослала ..Сорочку і каптан з китайки, І шапку, пояс з каламайки. |